# Crnča (Derventa)
Crnča (szerbül: Црнча), település Bosznia-Hercegovinában, a Szerb Köztársaság északi régiójában. 

## Fekvése
A település Bosznia-Hercegovina északi részén, Dobojtól légvonalban 19, közúton 27 km-re északnyugatra, községközpontjától légvonalban 14, közúton 18 km-re délre, a Krnjin-hegységben, 168-267 méteres magasságban található. Bučani, Banica, Brežicani és Donjani falvakból áll és csak 1978-ban vált helyi közösséggé. Az egész terület alacsony dombos, viszonylag széles folyó- és patakvölgyekkel. A házak szétszórtan helyezkednek el, melyekben körülbelül 250 háztartás található.

## Népessége
| Nemzetiségi csoport | Népesség 1991 | Népesség 2013 |
| ------------------- | ------------- | ------------- |
| Szerb               | 1003          | 726           |
| Bosnyák             | 3             | 0             |
| Horvát              | 1             | 2             |
| Jugoszláv           | 7             | 0             |
| Egyéb               | 5             | 4             |
| Összesen            | 1019          | 732           |

## Története
A település 1878-ig tartozott az Oszmán Birodalomhoz, ekkor a berlini kongresszus határozata alapján az Osztrák-Magyar Monarchia része lett. 1879-ben az első osztrák-magyar népszámlálás során a Tešanji járáshoz tartozó településnek 38 háztartása és 296 ortodox lakosa volt. 1910-ben a Tešanji járáshoz tartozó településen 65 háztartást és 468 ortodox lakost találtak. A monarchia szétesésével 1918-ban előbb a Szerb-Horvát-Szlovén Királyság, majd 1929-től a Jugoszláv Királyság része lett. 1921-ben a Tešanji járáshoz tartozó településnek 558 lakosa volt, mind ortodox szerbek. Az 1929-es törvény értelmében, amikor Bosznia-Hercegovinát négy banovinára, Drinskára, Vrbaskára, Zetskára és Primorskára osztották, a település a Vrbaska banovina (Orbászi bánság) része lett, amelynek székhelye Banja Luka volt. 1939-ben a közigazgatás átszervezésével a Hrvatska banovina (Horvát Bánság) része lett.
A második világháborúban Jugoszlávia megszállása után a Független Horvát Állam (NDH) része lett. A második világháború után 1992-ig a település a szocialista Jugoszlávia keretében a Bosznia-Hercegovinai Népköztársaság része volt. Ebben az időszakban Crnča Derventa község és a tágabb régió egyik legfejletlenebb faluja volt. Abban az időben a lakosok többsége a vasutak felújításán dolgozó derventai vállalatoknál, kis számban pedig külföldön dolgozott. A boszniai háborút lezáró daytoni békeszerződés rendelkezése alapján az ország területét felosztották a Bosznia-hercegovinai Föderáció és a boszniai Szerb Köztársaság között. A békeszerződés utáni területmegosztási megállapodás értelmében a település Derventa község részeként a Boszniai Szerb Köztársasághoz került.

## Gazdaság
A lakosság fő foglalkozás a mezőgazdaság, főként saját szükségletekre, különösen szarvasmarha-tenyésztés, és néhány háztartás juhtenyésztéssel is foglalkozik. Sok helyi lakos él külföldön ideiglenes munkákból, főként Ausztriában és Olaszországban.

## Infrastruktúra
Az infrastruktúra 1992 óta a helyiek beruházásainak, az önkormányzat és a Boszniai Szerb Köztársaság kormányának támogatásának köszönhetően feljődött. Számos utat építettek, a településeket aszfalt köti össze, és tervben van a Tri Kruške — Milića Gaj útvonal, valamint az Osinja folyosón keresztül Osinja felé vezető mintegy 800 méteres szakasz aszfaltozása is. A vezetékes telefonhálózat nagy részét felújították, az elektromos hálózatot is rekonstruálták és fejlesztették. A helyi út kapcsolódik a Banja Luka—Doboj autópályához, amely nagyrészt Crnčán keresztül húzódik. Az új út 10-15 percre rövidítené le az utat Dobojba, és körülbelül fél órára Banja Lukába. A regionális városközpont Derventa, ahová Velika Sočanicán keresztül lehet eljutni. A Đukićin átvezető utat a helyiek saját beruházásával aszfaltozták le, ami 20 perccel lerövidítette a Derventába vezető utat.

## Nevezetességei
Szent Petka Paraskeva tiszteletére szentelt ortodox temploma 2007-ben épült.

## Fordítás
- Ez a szócikk részben vagy egészben  a(z)   Црнча (Дервента) című szerb Wikipédia-szócikk ezen változatának fordításán alapul.  Az eredeti cikk szerkesztőit annak laptörténete sorolja fel. Ez a jelzés csupán a megfogalmazás eredetét és a szerzői jogokat jelzi, nem szolgál a cikkben szereplő információk forrásmegjelöléseként.